# Emil Maetzel

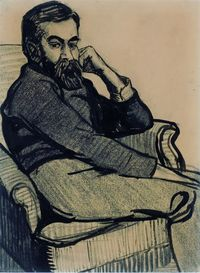
Emil Maetzel, gezeichnet von Dorothea Maetzel-Johannsen, 1920

Emil Maetzel (* 5. Mai 1877 in Cuxhaven; † 23. Juni 1955 in Hamburg) war ein deutscher Architekt, Maler, Grafiker und Bildhauer sowie Mitbegründer der Hamburgischen Sezession.

## Leben
Emil Maetzel war das jüngste von vier Kindern des Tischlers und Technikers Carl Hermann Maetzel (* 5. März 1845 in Hirschberg-Dröselwitz in Schlesien; † 1906 in Cuxhaven) und seiner Frau Doris, geb. Biljes, (* 25. Januar 1847 in Dorum; † 1923 in Cuxhaven).

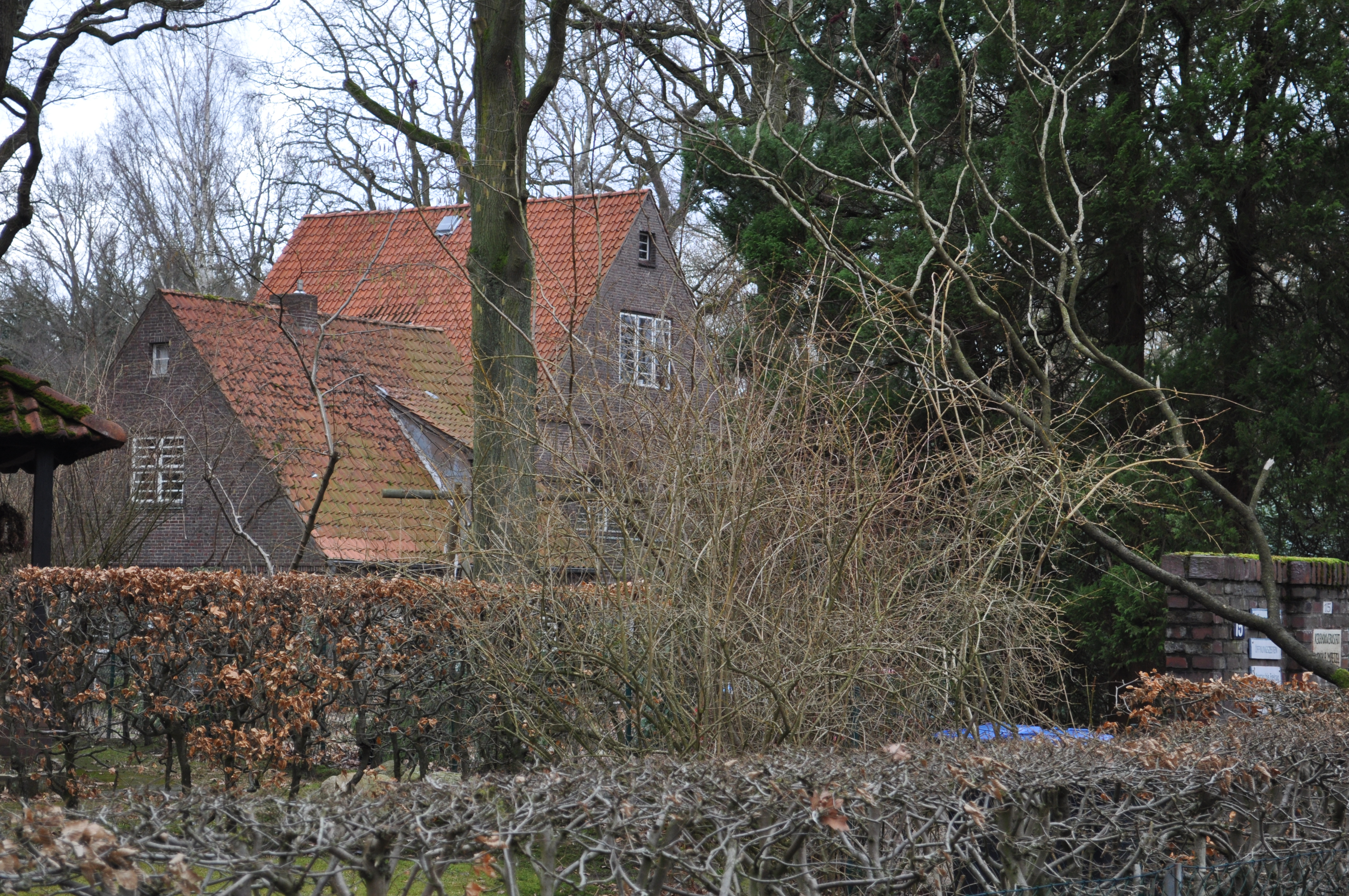
Das Haus der Maetzels in Volksdorf, Langenwiesen 15

1896 absolvierte Maetzel sein Abitur am Johanneum in Hamburg. Ab 1900 studierte er Architektur in Hannover, Dresden und Paris. Im Ersten Weltkrieg war er im Eisenbahnersatzbataillon in Berlin eingesetzt. Im März 1919 wurde der Baurat Emil Maetzel vom Hamburger Senat zum Bauinspektor ernannt. Von 1907 bis 1933 war er Leiter der Städtebauabteilung in der Hamburger Baudeputation. In dieser Funktion leitete er den Bau des Hamburger Hauptbahnhofs mit. Er arbeitete eng mit dem damaligen Oberbaudirektor Fritz Schumacher zusammen und war in der Architektur Vertreter der gemäßigten Variante des Neuen Bauens. Nach diesen architektonischen Vorstellungen gestaltete er ebenfalls seine zunächst 1924 als Sommerhaus, 1926 als Haupthaus erbaute Villa im peripheren Hamburger Stadtteil Volksdorf, die von 7.000 m² Grund umgeben ist. 1922 wurde er Mitglied der Hamburger Freimaurerloge Zur Hanseatentreue.
1910 heiratete Maetzel Dorothea Maetzel-Johannsen (* 1886 in Lensahn; † 1930 in Hamburg). Sie war ebenfalls Malerin und Zeichnerin. Von 1906 bis 1909 absolvierte sie eine Ausbildung an der Hamburger Gewerbeschule für Mädchen und arbeitete ein Jahr als Lehrerin in Schleswig. Das Ehepaar bekam vier Kinder: Ruth (* 21. Juli 1911; † 22. Oktober 2002), Bogumil (* 1913; † November 1989), Peter (* 1915; † Juli 1940) und Monika (* 1917; † 10. Oktober 2010).
Während des Ersten Weltkriegs war Maetzel beim Eisenbahn-Ersatzbataillon in Berlin.

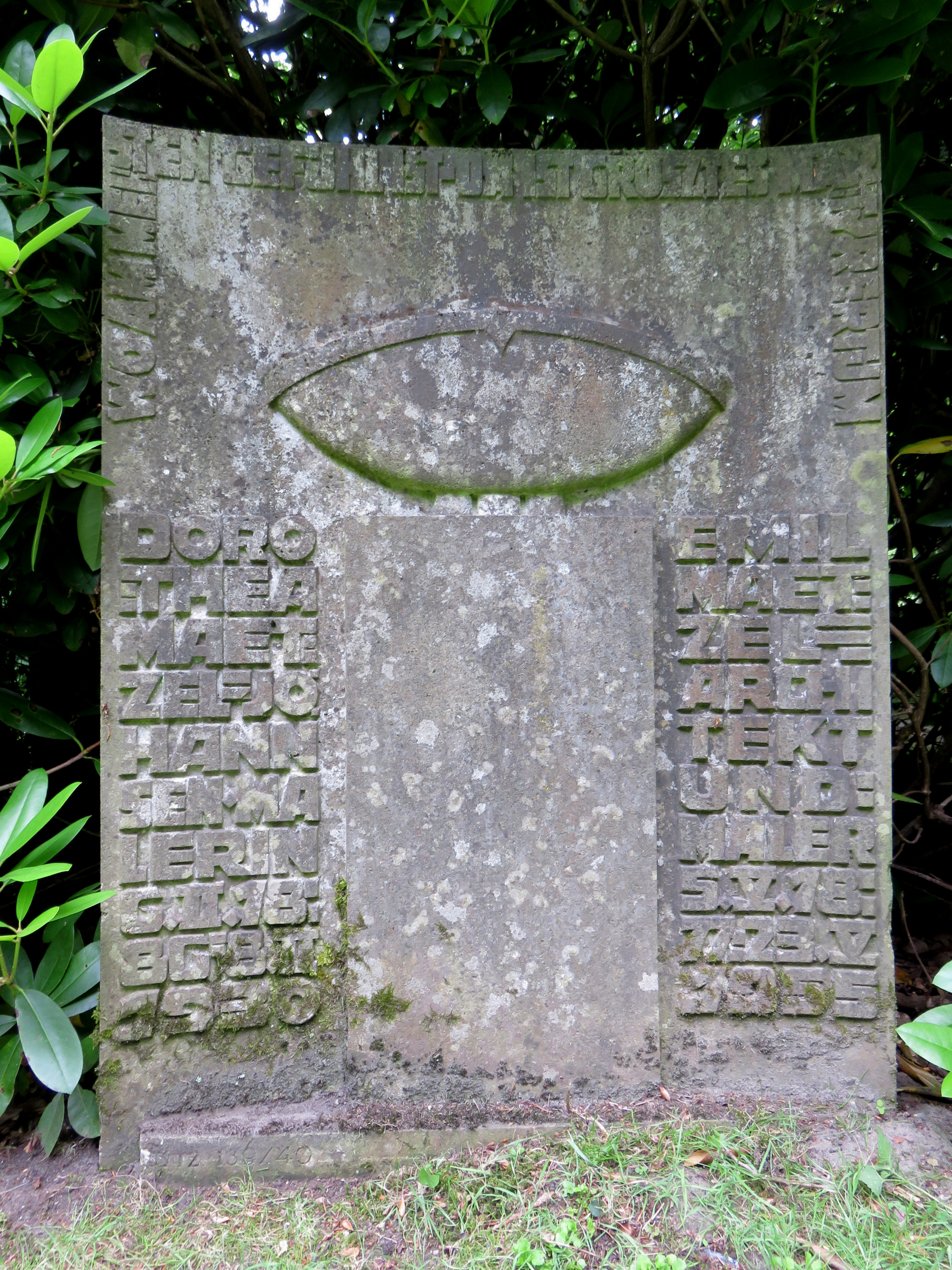
Grabstein Künstlerpaar Maetzel auf dem Ohlsdorfer Friedhof

1918 ließen sich Maetzel und seine Ehefrau in Hamburg nieder. 1920 trat er der Hamburgischen Künstlerschaft bei. 1921 richtete er sein eigenes Atelier ein. Er war 1919 Mitbegründer der Hamburgischen Sezession, einer Künstlervereinigung, in der zunächst die Stilrichtungen des Expressionismus, des expressiven Realismus und der Neuen Sachlichkeit hervortraten. Für deren erste Ausstellung schuf er 1919 den Holzschnitt (16,1 × 10,8 cm) für das Titelblatt des Katalogs. 1927 nahm Maetzel an einer Amerikafahrt deutscher Architekten und Ingenieure teil. Von 1928 bis 1933 war er Vorsitzender der Künstlervereinigung. Die Jahresausstellung der Sezession war die erste, die im März 1933 auf Anordnung der Nationalsozialisten als den damals neuen Machthabern geschlossen worden war. 1933 erfolgte auch Maetzels von den Nationalsozialisten veranlasste Zwangspensionierung.
1937 wurden in der Nazi-Aktion „Entartete Kunst“ aus öffentlichen Sammlungen mehrere Druckgrafiken Maetzels beschlagnahmt und vernichtet.
Nach dem Ende der Nazi-Herrschaft wurde Maetzel 1945 rückwirkend zum Baudirektor ernannt. Ab 1948 war er Zweiter Vorsitzender der wiedergegründeten Hamburgischen Sezession.
Ein Grabstein für Emil Maetzel und seine Ehefrau befindet sich auf dem Hamburger Friedhof Ohlsdorf im Planquadrat S 12 nahe Kapelle 1. Ihre Tochter Monika wurde dort ebenfalls beigesetzt.
Die Brüder Hans und Werner Bavendamm waren Vettern von Emil Maetzel.

## Werk
Künstlerisch ließ sich Maetzel im Wesentlichen vom Brücke-Expressionismus inspirieren. Er malte eine große Anzahl Bilder in dieser von ihm favorisierten Stilrichtung. Darüber hinaus sammelte er afrikanische Skulpturen, deren Form- und Farbgebung insoweit auch in seinen primitivistischen Bildern zum Ausdruck kam. Er entwickelte einen eigenen expressionistischen Stil. Da er neben seiner beruflichen Tätigkeit auch regelmäßig Organisator von Ausstellungen und Hamburger Künstlerfesten war und als Künstler bereits einen bedeutenden Ruf erworben hatte, gehörte er zu den zentralen Persönlichkeiten des Hamburger Kulturlebens der 1920er Jahre.
Emil Maetzels Werk ist heute teilweise in der Kunsthalle Hamburg, dem Hamburger Museum für Kunst und Gewerbe und der Kunstsammlung der Hamburger Sparkasse zu besichtigen.

Auswahl
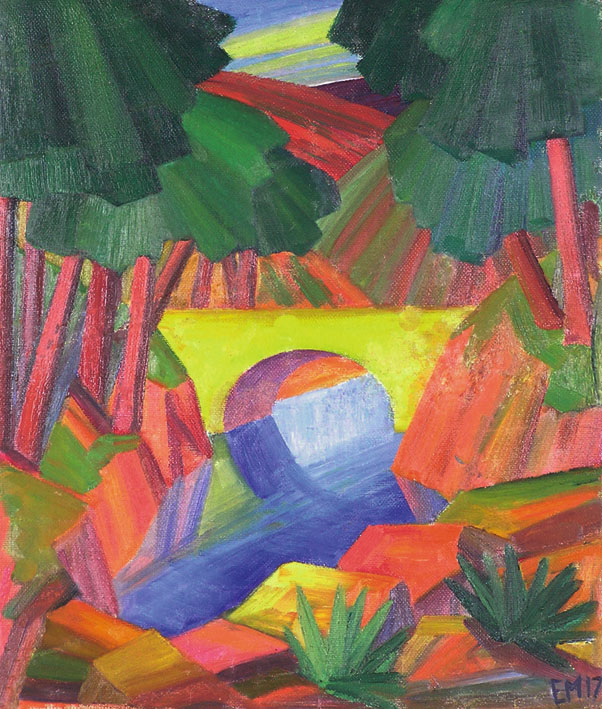
Brücke, 1917
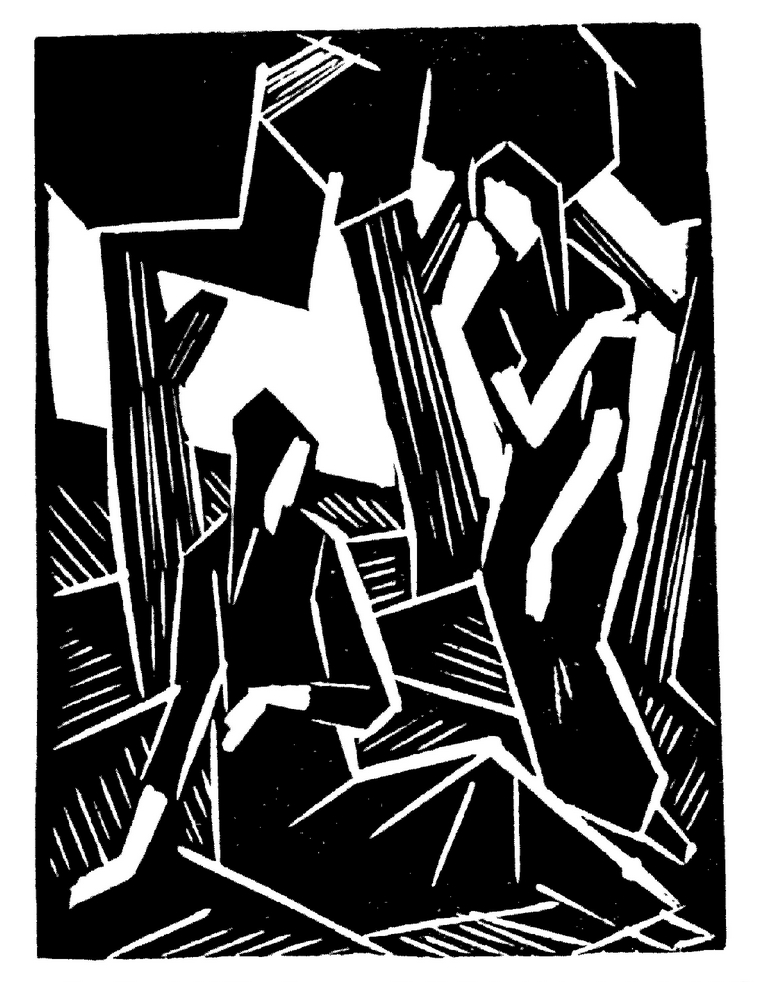
Holzschnitt, 1918
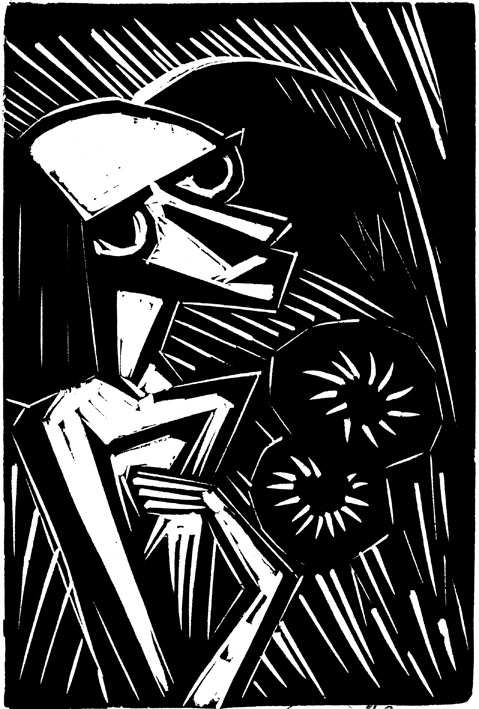
Linolschnitt, Frau mit Blumen, 1920
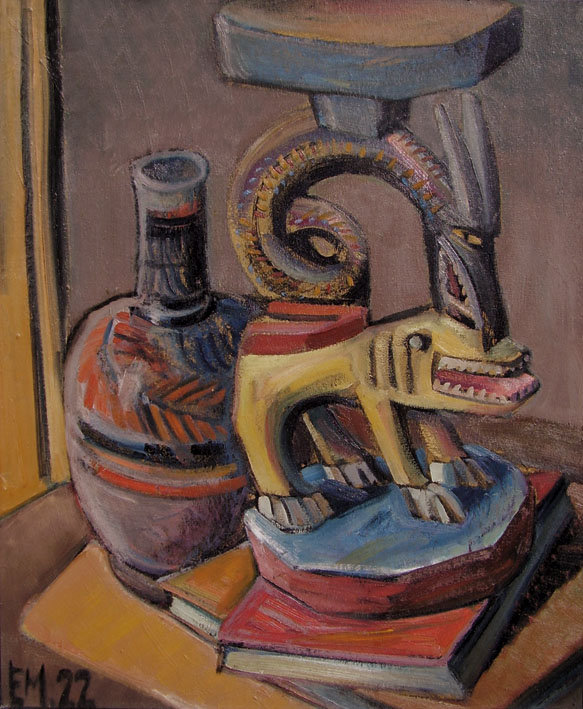
Stillleben mit Vase und Plastik, 1922
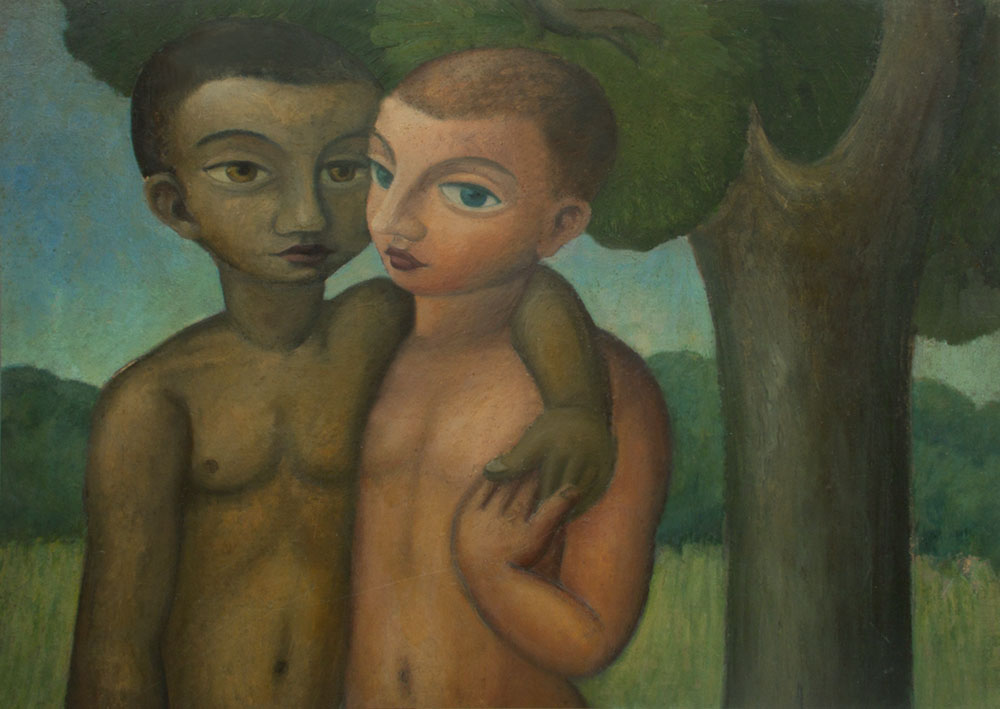
Adam und Eva, 1925
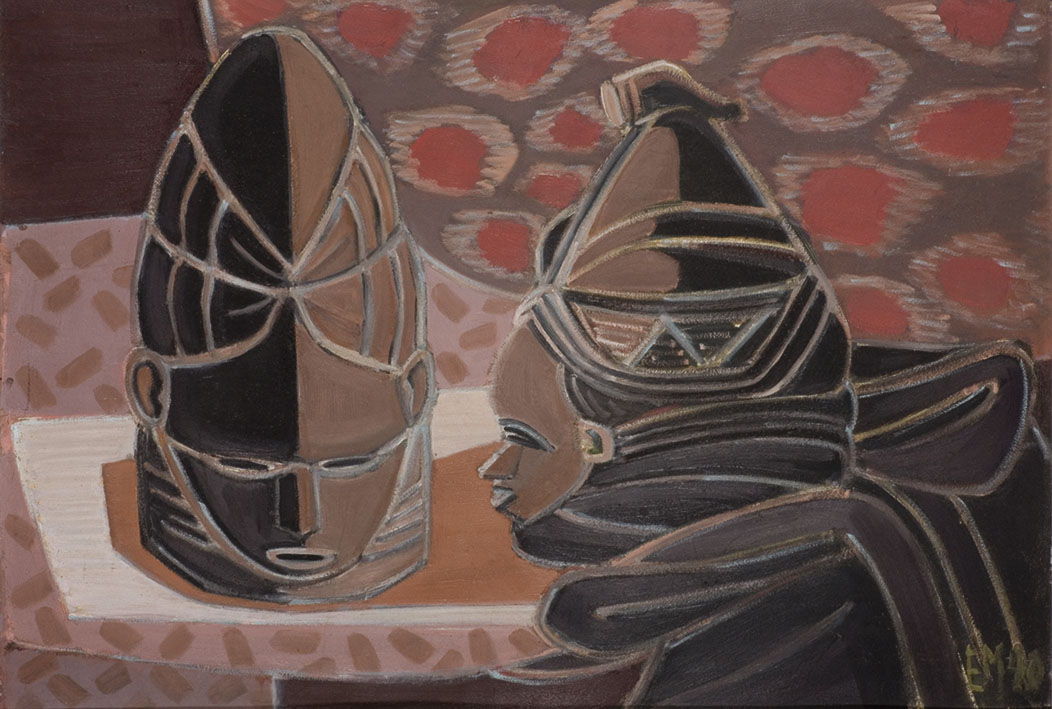
Zwei Masken, 1940
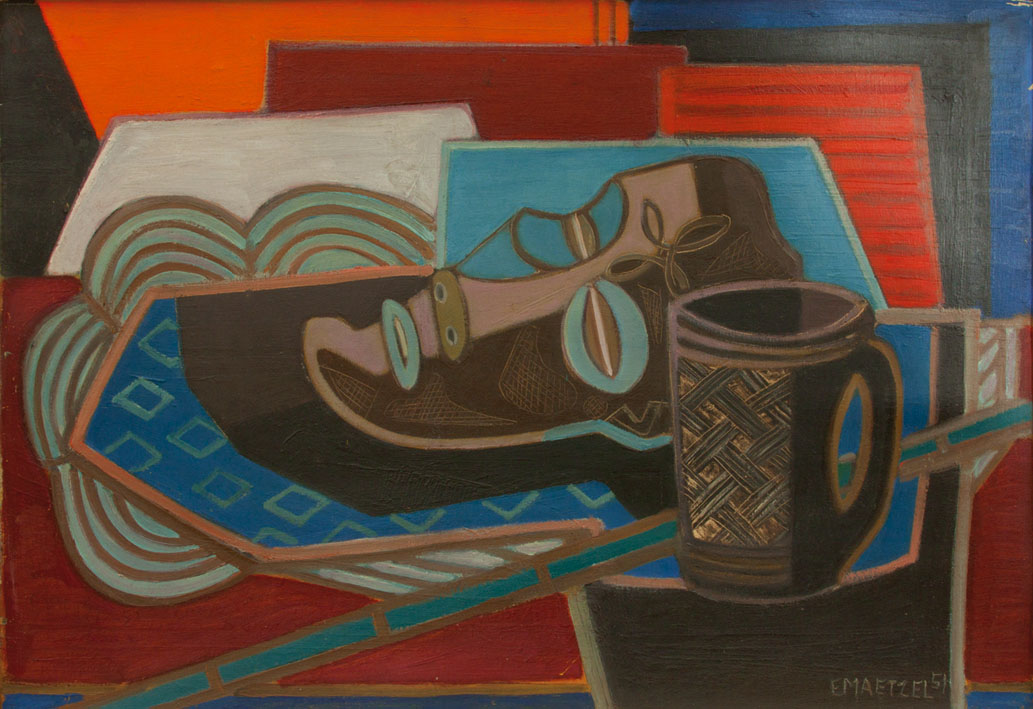
Stillleben mit afrikanischer Maske, 1951
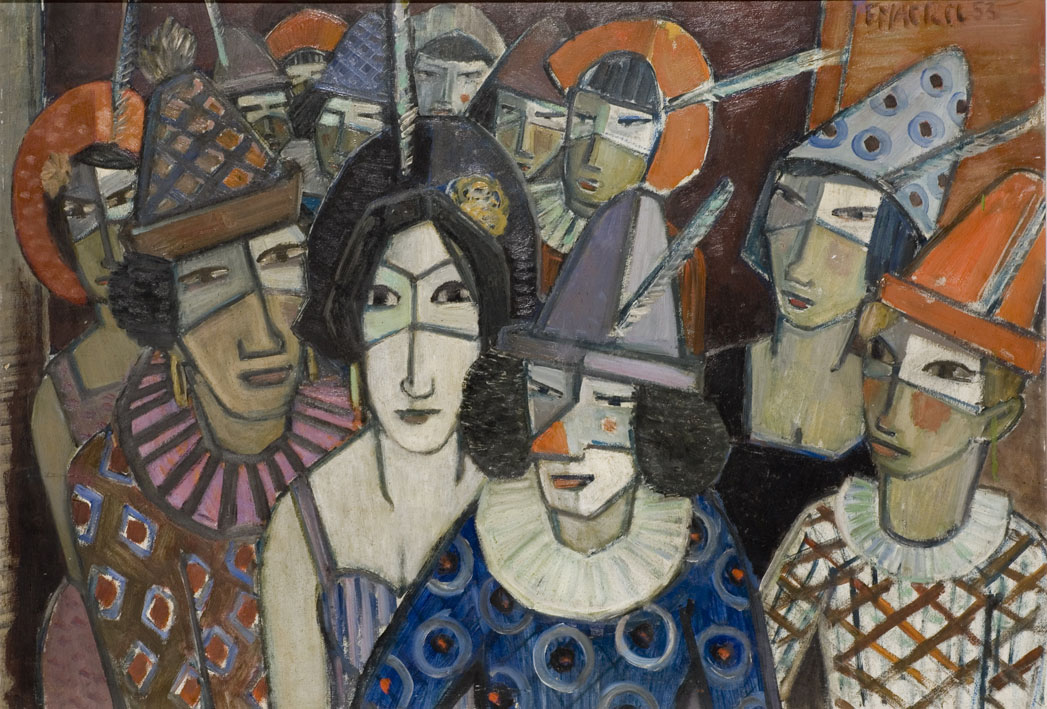
Fasching, 1953
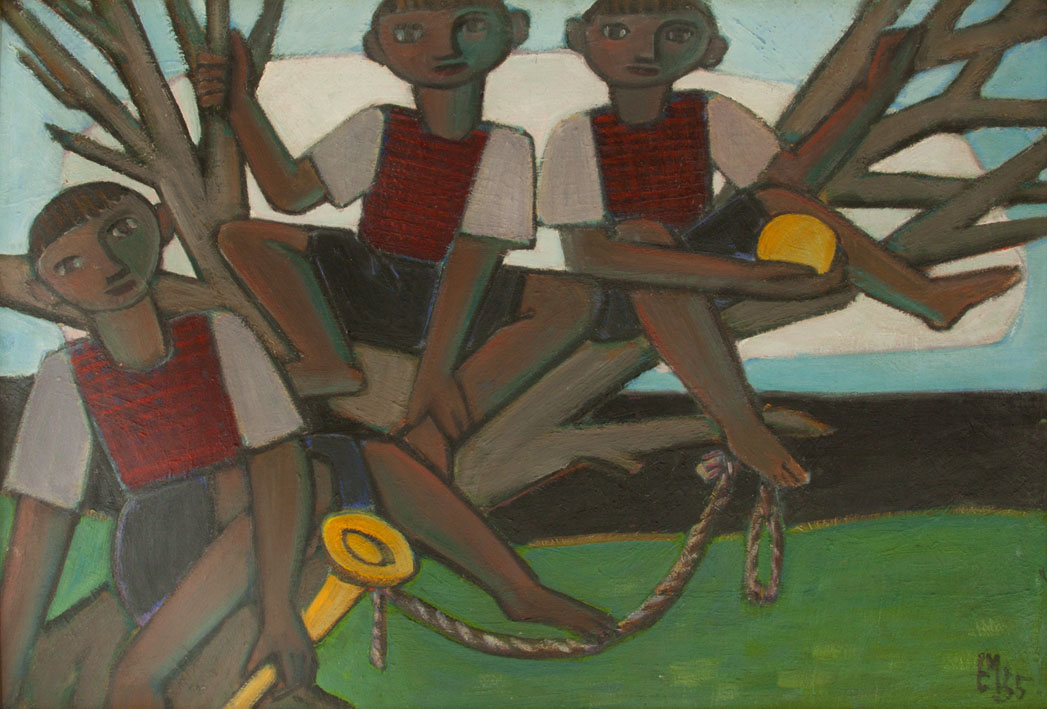
Baumkinder, 1955
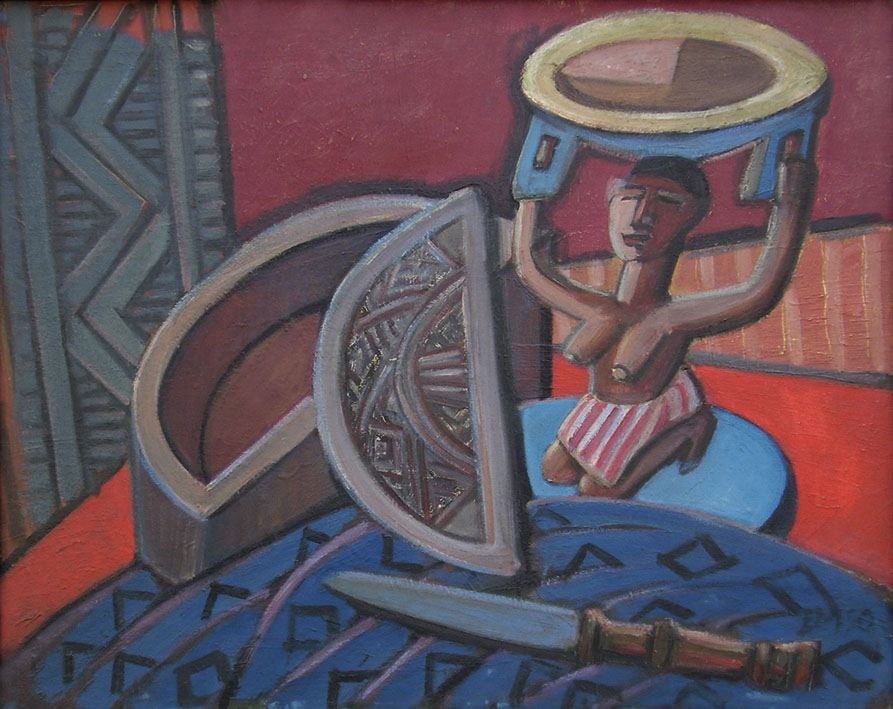
Stillleben mit afrikanischer Figur, 1955

## 1937 als "entartet" aus öffentlichen Sammlungen beschlagnahmte und vernichtete Werke
- Titelblatt des Kataloges der I. Ausstellung der Hamburgischen Secesssion (1919; Kunsthalle Hamburg)
- Vater und Sohn (Holzschnitt, 1919; Kunsthalle Hamburg)
- Jünglingsakt (Farbholzschnitt, 1919; Kunsthalle Hamburg)[7]
- Mutter und Säugling (Holzschnitt, 1919; Kunsthalle Hamburg)[8]
- Badende Knaben (Linolschnitt, 37,5 × 48 cm, um 1914; Kunsthalle Hamburg)[9]
- Junges Paar (Holzschnitt, 25,7 × 17,5 cm, 1921; Blatt 8 aus Heft 9/10 der "Kündung. Eine Zeitschrift für Kunst"; Museum für Kunst und Heimatgeschichte Erfurt)[10]
- Der blinde Vater (Holzschnitt, 1917; 34 × 24,3 cm; Blatt 9 aus Heft 9/10 der "Kündung. Eine Zeitschrift für Kunst"; Museum für Kunst und Heimatgeschichte Erfurt)[11]

## Ehrungen

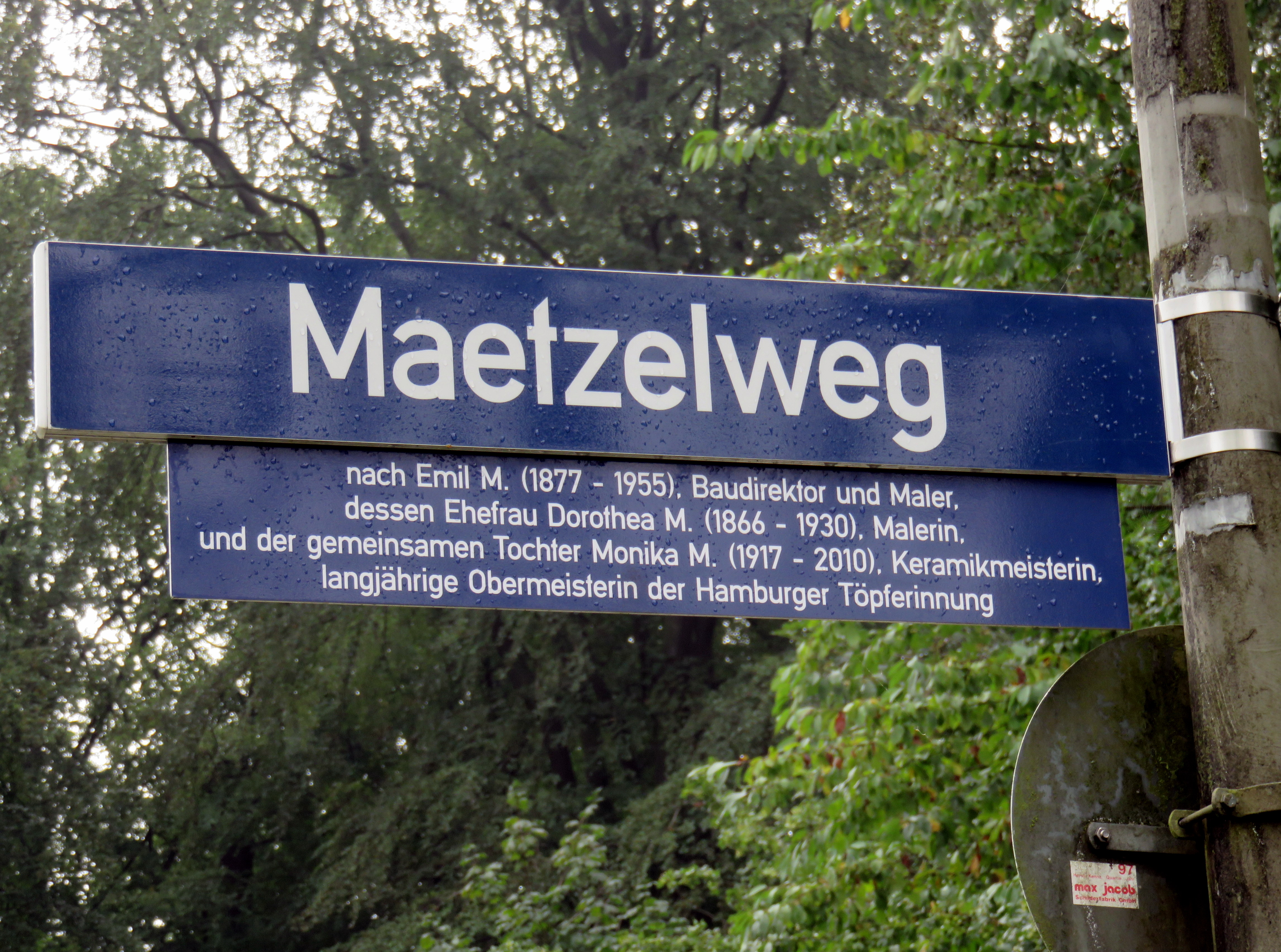
Maetzelweg in Hamburg-Volksdorf mit erläuterndem Zusatzschild (2017)

- Der Maetzelweg in Hamburg-Volksdorf trägt seit 1960 seinen Namen.[12]
- Der Emil-Maetzel-Weg in Cuxhaven wurde 2019 nach ihm benannt.